# Brenden Morrow
Brenden Morrow, född 16 januari 1979 i Carlyle, Saskatchewan, är en kanadensisk före detta professionell ishockeyspelare som spelade i NHL för Dallas Stars, Pittsburgh Penguins, St. Louis Blues och Tampa Bay Lightning.

## Spelarkarriär

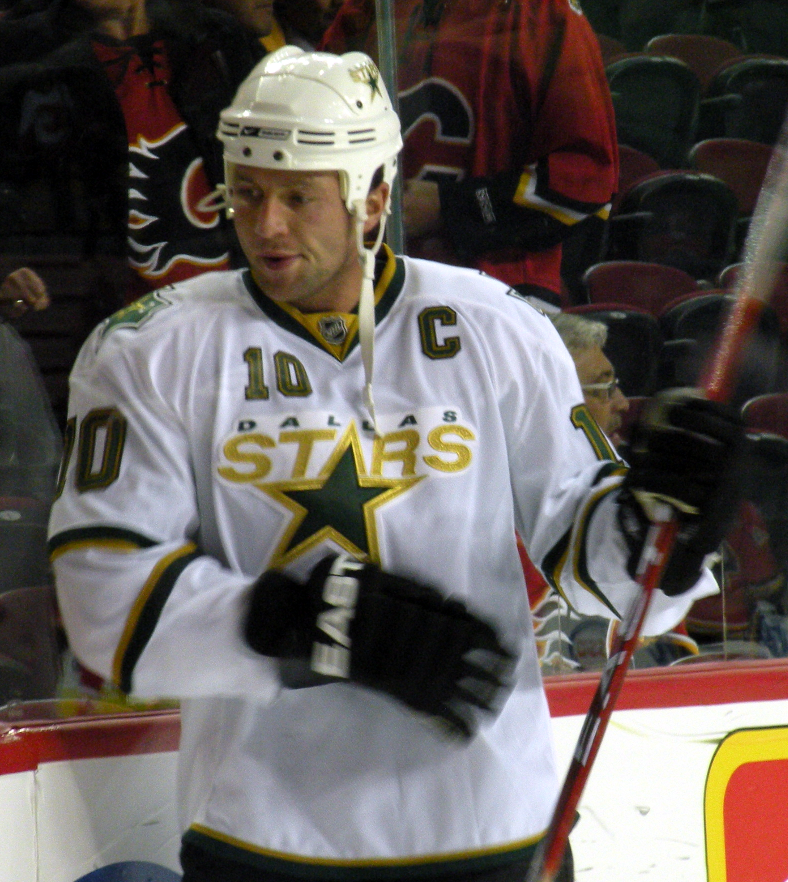

Morrow debuterade i NHL säsongen 1999–00, i ett Dallas Stars som var regerande mästare. Morrow gjorde sig känd som en hyfsad poängplockare, men också för att tillbringa en hel del tid i utvisningsbåset. Han var lagkapten för Dallas mellan åren 2006 och 2013. Denna uppgift tog han över från Mike Modano inför säsongen 2006–07. Debutsäsongen som lagkapten blev dock ett misslyckande, Morrow var skadedrabbad och Dallas åkte ut mot Vancouver Canucks i första slutspelsrundan. 
Andra säsongen som lagkapten gick dock bättre och Dallas tog sig ända till Conference-final mot Detroit Red Wings, men förlorade. I början av säsongen 2008–09 drog Morrow på sig en allvarlig knäskada som gjorde att han bara kunde spela 18 matcher.
2010 var han med och vann OS-guld för Kanada i Vancouver.
Den 25 mars 2013 blev Morrow bortbytt till Pittsburgh Penguins mot backtalangen Joe Morrow.

## Statistik

### Klubbkarriär
| 1995–96    | Portland Winter Hawks | WHL        | 65  | 13  | 12  | 25  | 61   | 7   | 0  | 0  | 0  | 8   |
| 1996–97    | Portland Winter Hawks | WHL        | 71  | 39  | 49  | 88  | 178  | 6   | 2  | 1  | 3  | 4   |
| 1997–98    | Portland Winter Hawks | WHL        | 68  | 34  | 52  | 86  | 184  | 16  | 10 | 8  | 18 | 65  |
| 1998–99    | Portland Winter Hawks | WHL        | 61  | 41  | 44  | 85  | 248  | 4   | 0  | 4  | 4  | 18  |
| 1999–00    | Michigan K-Wings      | IHL        | 9   | 2   | 0   | 2   | 18   | —   | —  | —  | —  | —   |
| 1999–00    | Dallas Stars          | NHL        | 64  | 14  | 19  | 33  | 81   | 21  | 2  | 4  | 6  | 22  |
| 2000–01    | Dallas Stars          | NHL        | 82  | 20  | 24  | 44  | 128  | 10  | 0  | 3  | 3  | 12  |
| 2001–02    | Dallas Stars          | NHL        | 72  | 17  | 18  | 35  | 109  | —   | —  | —  | —  | —   |
| 2002–03    | Dallas Stars          | NHL        | 71  | 21  | 22  | 43  | 134  | 12  | 3  | 5  | 8  | 16  |
| 2003–04    | Dallas Stars          | NHL        | 81  | 25  | 24  | 49  | 121  | 5   | 0  | 1  | 1  | 4   |
| 2004–05    | Oklahoma City Blazers | CHL        | 19  | 8   | 14  | 22  | 31   | —   | —  | —  | —  | —   |
| 2005–06    | Dallas Stars          | NHL        | 81  | 23  | 42  | 65  | 183  | 5   | 1  | 5  | 6  | 6   |
| 2006–07    | Dallas Stars          | NHL        | 40  | 16  | 15  | 31  | 33   | 7   | 2  | 1  | 3  | 18  |
| 2007–08    | Dallas Stars          | NHL        | 82  | 32  | 42  | 74  | 105  | 18  | 9  | 6  | 15 | 22  |
| 2008–09    | Dallas Stars          | NHL        | 18  | 5   | 10  | 15  | 49   | —   | —  | —  | —  | —   |
| 2009–10    | Dallas Stars          | NHL        | 76  | 20  | 26  | 46  | 69   | —   | —  | —  | —  | —   |
| 2010–11    | Dallas Stars          | NHL        | 82  | 33  | 23  | 56  | 76   | —   | —  | —  | —  | —   |
| 2011–12    | Dallas Stars          | NHL        | 57  | 11  | 15  | 26  | 97   | —   | —  | —  | —  | —   |
| 2012–13    | Dallas Stars          | NHL        | 23  | 6   | 5   | 11  | 14   | —   | —  | —  | —  | —   |
| 2012–13    | Pittsburgh Penguins   | NHL        | 15  | 6   | 8   | 14  | 19   | 14  | 2  | 2  | 4  | 8   |
| 2013–14    | St. Louis Blues       | NHL        | 71  | 13  | 12  | 25  | 76   | 2   | 0  | 0  | 0  | 0   |
| 2014–15    | Tampa Bay Lightning   | NHL        | 70  | 3   | 5   | 8   | 64   | 24  | 0  | 0  | 0  | 22  |
| NHL totalt | NHL totalt            | NHL totalt | 991 | 265 | 310 | 575 | 1362 | 118 | 19 | 27 | 46 | 130 |

### Internationellt
| År            | Lag           | Turnering     |    | Matcher | Mål | Assist | Poäng | Utv |
| ------------- | ------------- | ------------- | -- | ------- | --- | ------ | ----- | --- |
| 1999          | Kanada        | JVM           | 7  | 1       | 7   | 8      | 4     |     |
| 2001          | Kanada        | VM            | 1  | 0       | 0   | 0      | 0     |     |
| 2002          | Kanada        | VM            | 7  | 0       | 1   | 1      | 2     |     |
| 2004          | Kanada        | VM            | 9  | 0       | 3   | 3      | 12    |     |
| 2004          | Kanada        | WC            | 1  | 0       | 0   | 0      | 4     |     |
| 2005          | Kanada        | VM            | 9  | 0       | 1   | 1      | 6     |     |
| 2010          | Kanada        | OS            | 7  | 2       | 1   | 3      | 2     |     |
| Senior totalt | Senior totalt | Senior totalt | 35 | 2       | 6   | 8      | 26    |     |